# Liste der Mitglieder der American Academy of Arts and Sciences/1929
Im Jahr 1929 wählte die American Academy of Arts and Sciences 39 Personen zu ihren Mitgliedern.

## Neu gewählte Mitglieder
- James Bourne Ayer (1882–1963)
- James Alexander Beattie (1895–1981)
- Joseph Bédier (1864–1938)
- Vilhelm Frimann Koren Bjerknes (1862–1951)
- Johannes Nicolaus Brönsted (1879–1947)
- Kirk Bryan (1888–1950)
- Godfrey Rathbone Benson Charnwood (1864–1945)
- Lemuel Roscoe Cleveland (1892–1969)
- Leon William Collet (1880–1957)
- Charles Townsend Copeland (1860–1952)
- Hallowell Davis (1896–1992)
- Clinton Joseph Davisson (1881–1958)
- Joseph Horace Faull (1870–1961)
- James Franck (1882–1964)
- Etienne-Henry Gilson (1884–1978)
- Joseph Grinnell (1877–1939)
- Arthur Cobb Hardy (1895–1977)
- Paul Hazard (1878–1944)
- Edward Burlingame Hill (1872–1960)
- Leigh Hoadley (1895–1975)
- Abram Fedorovich Ioffe (1880–1960)
- Robert Jones (1858–1933)
- Clarence Irving Lewis (1883–1964)
- Edwin Allen Locke (1874–1971)
- Marston Morse (1892–1977)
- Ludwig Prandtl (1875–1953)
- Emil Probst (1877–1950)
- Rufus Isaacs, 1. Marquess of Reading (1860–1935)
- Otto Renner (1883–1960)
- William Sowden Sims (1858–1936)
- Willem de Sitter (1872–1934)
- Russell Henry Stafford (1890–1971)
- Aurel Boleslav Stodola (1859–1942)
- Arnold Theiler (1867–1936)
- Joseph Leonard Walsh (1895–1973)
- Arthur Edward Wells (1884–1939)
- Hermann Weyl (1885–1955)
- Heinrich Otto Wieland (1877–1957)
- Ernest Henry Wilson (1876–1930)